# 鸦片战争博物馆

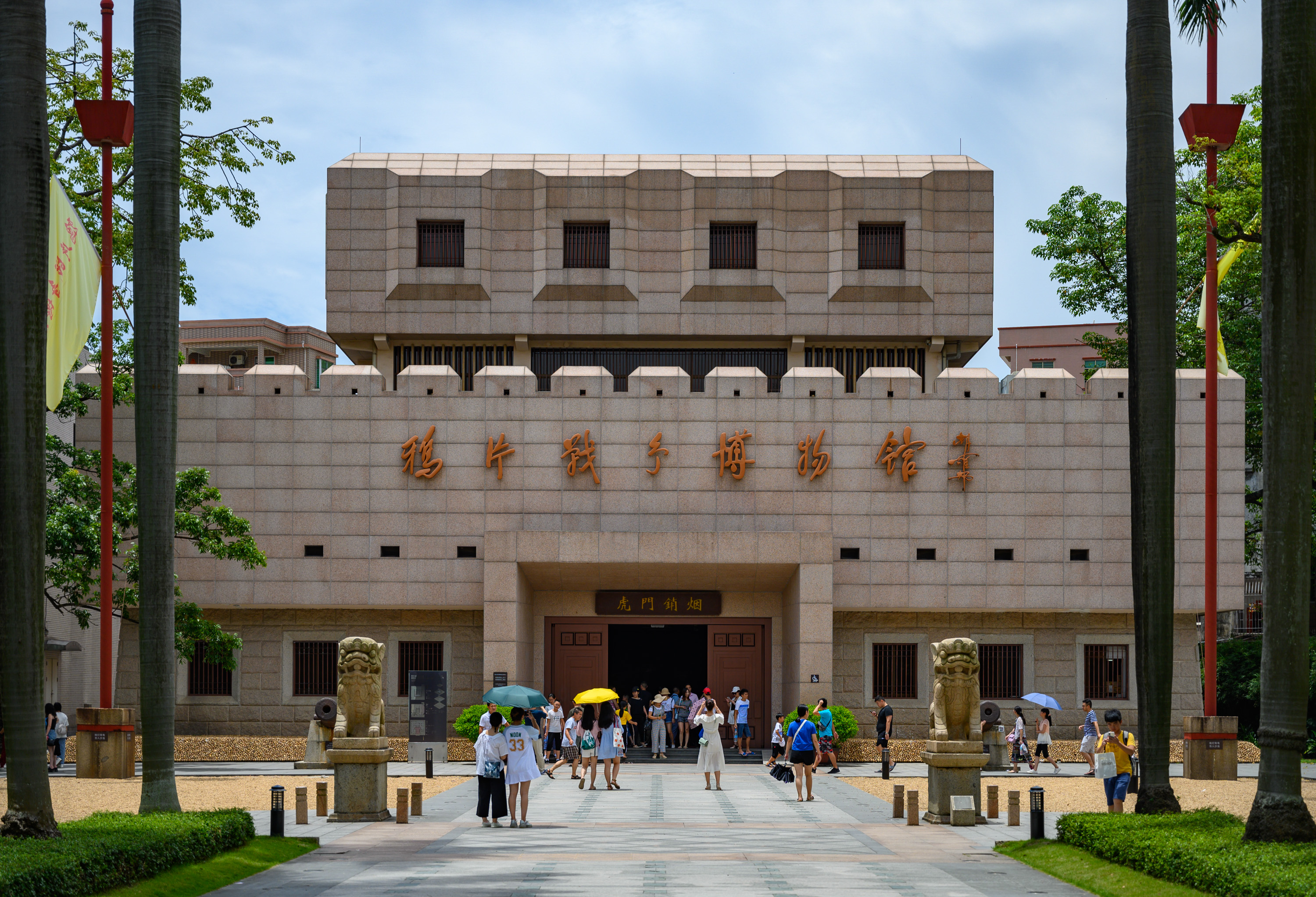
鸦片战争博物馆

鸦片战争博物馆（又名：虎门林则徐纪念馆）位于广东省东莞市的虎门镇。

## 历史
建馆于1957年，楼建筑面积约为2400平方米，是一座收藏和介绍林则徐禁烟及鸦片战争相关史料的专业博物馆，1972年曾一度改名为鸦片战争虎门人民抗英纪念馆，在1985年重新定名为虎门林则徐纪念馆，该馆管理的林则徐销烟池与虎门炮台旧址，更是全国重点文物保护单位。
鴉片戰爭博物館又稱虎門林則徐紀念館、海戰博物館，國家一級博物館，坐落於廣東省東莞市虎門鎮解放路88號，是紀念性和遺址性相結合的專題博物館，管理面積約80萬平方米。鴉片戰爭博物館建於1957年，館名為“林則徐紀念館”；1958年1月1日，建成了“林則徐公園”和“林則徐紀念館”，正式對外開放；1985年，重新定名為“虎門林則徐紀念館”，又增加館名“鴉片戰爭博物館”；1999年12月，海戰博物館正式對外開放，與鴉片戰爭博物館、虎門林則徐紀念館合為一個單位。 
鴉片戰爭博物館藏品類別包含石質類、玉石器、陶器、瓷器、銅器、鐵器、其他金屬器、竹木漆器、紡織品、皮質類、牙骨器、林則徐書法、通草畫、銅版畫、其他類展品。涉及銷煙池的木樁、木板；林則徐手書的對聯、條幅；抗英時用過的武器；當年繳獲英軍的洋槍、洋砲等珍貴的實物資料。歷史圖照1310幅，油畫、工筆畫等藝術品120幅，截至2022年底，館有藏品數量8125件/套，有珍貴文物258件/套，年度觀眾總數為2025800人。 
2004年1月，鴉片戰爭博物館被國家旅遊局評為「國家AAAA級旅遊景點」。 2020年12月，鴉片戰爭博物館被評為第四批國家一級博物館。 